# Ларжанка
Ларжанка (на украински: Ларжанка) е село в южна Украйна, административен център на селски съвет Ларжанка в Измаилски район на Одеска област. Населението му според преброяването през 2024 г. е 2295 души.

## Население

### Езици
Численост и дял на населението по роден език, според преброяването на населението през 2001 г.:
| Роден език | Численост | Дял (в %) |
| Общо       | 2386      | 100.00    |
| Руски      | 1190      | 49.87     |
| Украински  | 1065      | 44.63     |
| Молдовски  | 107       | 4.48      |
| Български  | 12        | 0.50      |
| Арменски   | 6         | 0.25      |
| Гагаузки   | 2         | 0.08      |
| Румънски   | 1         | 0.04      |
| Словашки   | 1         | 0.04      |
| Други      | 2         | 0.08      |